# Bemposta (Sao Tomé-et-Principe)
Pour les articles homonymes, voir Bemposta.
Bemposta est une localité de Sao Tomé-et-Principe située au nord de l'île de São Tomé, dans le district de Mé-Zóchi. C'est une ancienne roça.

## Population
Lors du recensement de 2012, 120 habitants y ont été dénombrés.

## Roça
De petite dimension, c'est une dépendance de la roça Monte Café. Elle est de type roça-avenida, avec des constructions organisées de part et d'autre d'un axe central. La casa principal et les sanzalas (logements des travailleurs) ont été conservées.

Photographies et croquis réalisés en 2011 mettent en évidence la disposition des bâtiments, leurs dimensions et leur état à cette date.